# Rufus T. Firefly
Rufus T. Firefly es un grupo de rock alternativo de Aranjuez (Madrid), actualmente compuesto por Víctor Cabezuelo (voz y guitarra), Julia Martín-Maestro (batería y programaciones), Carlos Campos (guitarra), Juan Feo (percusión) Miguel de Lucas (bajo) y Manola (teclados)
El grupo se formó en febrero de 2006 y toma su nombre del personaje interpretado por Groucho Marx en la película de los Hermanos Marx Sopa de ganso (1933).

## Historia

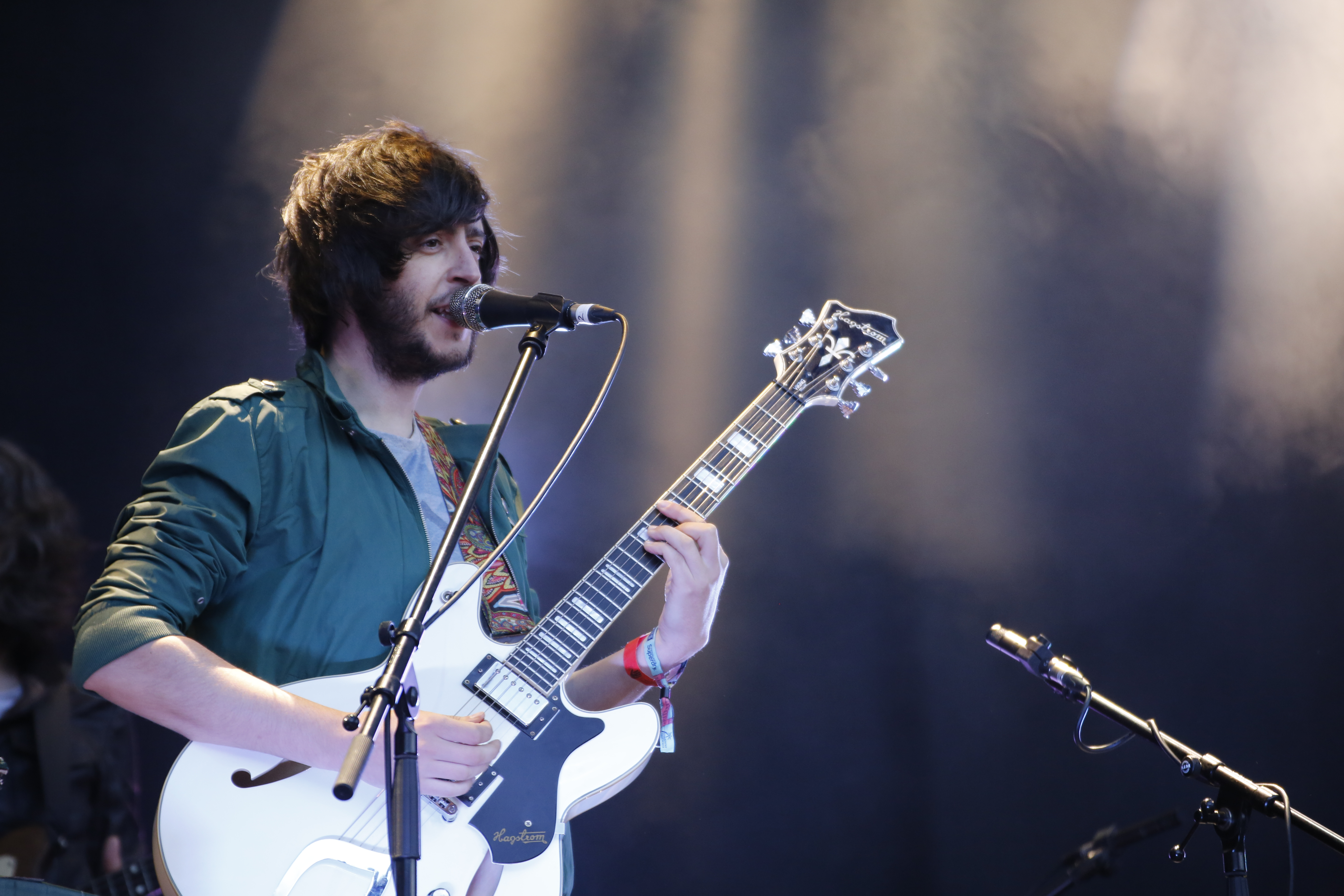
Víctor Cabezuelo.

Rufus T. Firefly comenzaron su andadura en 2006, año en el que su primer concierto les colocó en la final madrileña del concurso Global Battle of the Bands. Tras ese inspirador debut nació Invisible, una primera maqueta compuesta por cuatro temas cantados en inglés.
En 2008 grabaron su primer trabajo de larga duración, My Synthetic Heart.
 Un álbum autoproducido cuyas once canciones llevaron a la joven banda a finales de concursos y a recopilatorios del ámbito underground. 
En febrero de 2011, con un año de silencio y el cambio al español en las letras, Rufus T. Firefly sacaron su primer trabajo en castellano, un Ep llamado La historia secreta de nuestra obsolescencia programada. Este segundo trabajo, también autoproducido, fue grabado en los estudios El Lado Izquierdo, a los mandos de Dany Richter (Russian Red, Christina Rosenvinge...) y bajo la batuta de Manuel Cabezalí (Havalina), lo que supuso una notable mejora en el sonido.
Ø
(2012) es el tercer trabajo de estudio (segundo larga duración) de Rufus T. Firefly. Esta vez el disco fue editado por el sello discográfico Lago Naranja Records. Repitiendo el acierto de trabajar en El Lado Izquierdo con Dany Richter y Manuel Cabezalí, el disco se grabó en mayo y vio la luz en septiembre del 2012.
Muestras de su alcance y repercusión son el haber sido álbum número doce en el ranking anual de discos nacionales para Mondosonoro, o el haber estado sonando durante meses a lo largo y ancho de la programación de Radio 3,  y en otras emisoras nacionales.
En el año 2013 y con la ayuda de la iniciativa "Girando Por Salas" la banda publica un LP de rarezas y experimentos titulado Grunge. Este trabajo fue definido por el propio Víctor Cabezuelo como "El disco más importante que hemos hecho jamás". Fue grabado y mezclado en su totalidad en el local de ensayo de la banda, con una tarjeta de sonido de dos canales, un Shure SM58 y un Shure SM57. El disco pasó desapercibido a nivel mediático pero supuso un aprendizaje y una ampliación del sonido de la banda que sin duda marcó la línea sus trabajos futuros. 
En el año 2014 lanzan su cuarto álbum de estudio, Nueve, suponiendo un gran punto de inflexión y la confirmación definitiva a nivel nacional del grupo. Pasando durante el año 2015 de tocar en pequeñas salas a telonear a Vetusta Morla en su gira "La Deriva" y actuar en algunos de los festivales más importantes del país. Culminando la gira del disco con un lleno en la Sala Ocho y Medio de Madrid.
En enero de 2017, ve la luz Magnolia, el quinto LP de la banda. Este disco supone un canto al amor y la naturaleza desde una nueva madurez armónica y rítmica. El disco fue grabado por Dany Richter en El Lado Izquierdo y por Víctor Cabezuelo en El Lago Naranja. Mezclado por Manuel Cabezalí (Havalina) y masterizado por Hay Zeelen. Un trabajo que contó con una grandísima acogida de crítica y público. Fue nombrado como uno de los mejores discos del año en numerosos medios tanto nacionales como internacionales y llegando a ser finalistas de los Premios Ruido que finalmente ganó la artista Rosalía.
En abril del 2018 sacan un nuevo tema junto a Viva Suecia, fruto del programa de radio Hoy empieza todo.
El 12 de mayo de 2018, dentro del ciclo de conciertos Sound Isidro, realizan un único concierto junto a Havalina, interpretando canciones de ambas bandas de forma conjunta, intercambiándose miembros, e incluso havalinizando o rufustfireflyzando temas. El concierto único recibió el nombre de Bandada.
En junio de 2018, la banda lanza su sexto LP Loto, presentado como la segunda parte de Magnolia y el cierre de una etapa claramente marcada por la psicodelia y el rock de los años 60 y 70. Este trabajo también recibió muy buena acogida entre los medios, volviendo a repetir en muchas listas especializadas de "Lo mejor del año" y una nueva nominación como mejor disco del año en los Premios Ruido.

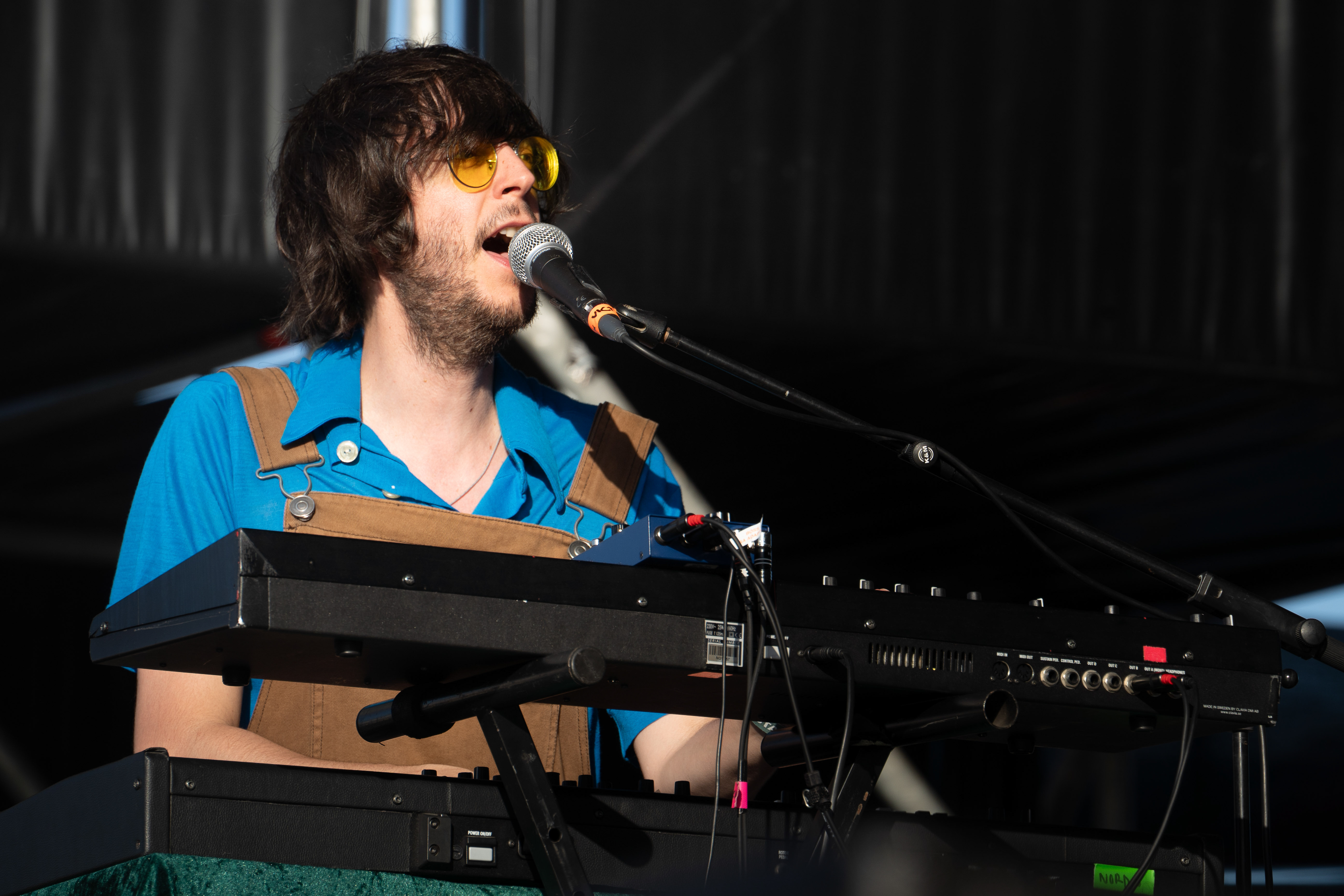
Victor Cabezuelo tocando con Anni B Sweet en el Brisa Festival 2025 en Málaga

En 2021, vio la luz su séptimo trabajo de estudio bajo el título de “El largo mañana” con la incorporación de Manola a los teclados y voces y Juan Feo a la percusión, en el que a su característico sonido se añaden influencias del Neo Soul de los años setenta. Nombres como Marvin Gaye, Curtis Mayfield o Isaac Hayes son repetidos en numerosas entrevistas. El disco ha sido producido por Manuel Cabezalí, grabado por Dany Richter y mezclado por Kennie Takahashi. El disco volvió a tener excelentes críticas y se presentó en una extensa gira de salas por todo el país.
Este disco se completó en 2023 con una edición especial que incluía dos canciones extras, colaboraciones con Rafa Val (Viva Suecia ), Anni B Sweet y Club del Río.
En enero del 2024, la banda publica “Reverso” una canción en colaboración con el Museo de El Prado de Madrid, que sirvió para poner música a la exposición “Reversos” en la que se mostró la cara oculta de algunas obras emblemáticas del museo.
Actualmente, la banda ha anunciado que está trabajando en el que será su octavo disco, sin fecha concreta de presentación. Anterior a esta fecha de publicación que será a finales del mes de abril, la banda esta haciendo una serie de conciertos en espacios únicos y mediante un sistema único de escucha de los mismos a través de auriculares inalámbricos, el primero de ellos tuvo lugar el día 8 de marzo de 2025 en el Espacio Colores' de Aranjuez. 

## Discografía
- My Synthetic Heart (1 de febrero de 2008)

1. How to Turn Rivers into Alluminium Foil (4:18)
2. 8:24 (4:01)
3. Clouds Factory (5:23)
4. Disillusion (5:08)
5. ? (5:12)
6. Rational Killer Monkey (4:16)
7. There Are No Fireflies (4:19)
8. Invisible (5:25)
9. The Rusty Hill (5:16)
10. My Synthetic Heart (3:22)
11. Like Hachiko... (3:49)
- La historia secreta de nuestra obsolescencia programada (1 de mayo de 2011)

1. Supravisión (04:26)
2. Voladora sumergida (04:16)
3. Dentro de 7500 años (02:55)
4. Inercia (04:00)
5. La historia secreta de nuestra obsolescencia programada (04:26)
- Ø (3 de septiembre de 2012)

1. Otras vidas (03:07)
2. Test de Voight-Kampff (04:32)
3. Incendiosuicida (04:21)
4. Ruidos y sueños (05:26)
5. El día de la bicicleta (04:06)
6. (escribe aquí el nombre de la persona a la que más quieras) (04:28)
7. El séptimo continente (04:01)
8. Ya de niños odiaban la música (03:01)
9. Somos el enemigo (04:58)
10. Asa nisi masa (04:59)
11. La gran mentira (05:44)
- Grunge (2013)

1. Lemmon 714 (3:48)
2. Subir a por aire (6:17)
3. Interludio I (1:37)
4. Tengo una pistola (3:18)
5. Ours is the Fury (4:19)
6. Interludio II (1:39)
7. Cumbre nevada (3:53)
8. Error lento (4:14)
- Nueve (2014)

1. El problemático Winston Smith (5:58)
2. Midori (4:13)
3. Nueve (4:48)
4. Metrópolis (5:28)
5. LIE E8 (4:21)
6. Pompeya (4:11)
7. Demerol y piedras (4:36)
8. El increíble hombre menguante (5:56)
9. Canción Infinita (9:00)
10. Un mundo sin abejas (4:17)
- Magnolia (20 de enero de 2017)

1. Tsukamori (4:16)
2. Río Wolf (4:17)
3. Pulp Fiction (5:02)
4. Espectro (4:41)
5. Cisne negro (4:19)
6. ··O·· (5:00)
7. Última noche en la tierra (4:12)
8. El Halcón Milenario (4:51)
9. Nebulosa Jade (4:56)
10. Magnolia (8:05)
- Loto (1 de junio de 2018)

1. Druyan & Sagan (3:52)
2. Demogorgon (4:34)
3. Loto (4:33)
4. Cristal oscuro (2:38)
5. San Junipero (4:14)
6. Lucy in the Sky With Diamonds (4:53)
7. Un breve e insignificante momento en la breve e insignificante historia de la humanidad (4:36)
8. Final Fantasy (7:06)
- El largo mañana  (26 de noviembre de 2021)

1. Torre de marfil (4:41)
2. Lafayette (4:57)
3. Me has conocido en un momento extraño de mi vida (4:24)
4. Polvo de diamantes (5:16)
5. El largo mañana (5:17)
6. Tempelhof  (4:20)
7. Sé dónde van los patos cuando se congela el lago (6:03)
8. Selene (6:51)

- Reverso (enero de 2024) (Sencillo)

- Todas las cosas buenas  (25 de abril de 2025)